# Đế quốc Seljuk
Đế quốc Seljuk hay Đế quốc Đại Seljuk (còn được đọc là Seljuq) (tiếng Ba Tư: آل سلجوق) là một đế quốc Đột Quyết-Ba Tư theo phái Sunni của đạo Islam, khởi nguồn từ nhánh Qynyq của người Thổ Oghuz. Đế quốc Seljuk kiểm soát một khu vực rộng lớn trải dài từ Hindu Kush đến miền đông Anatolia và từ Trung Á đến Vịnh Ba Tư. Từ quê hương của mình bên bờ biển Aral, các vua nhà Seljuk đầu tiên tiến vào Khorasan, rồi sau đó thâm nhập vào đất Ba Tư trước khi chinh phục miền đông Anatolia.
Đế quốc Seljuk được thành lập bởi hoàng đế Tughril Beg (1016–63) vào năm 1037. Tughril được nuôi lớn bởi ông nội là Seljuk-Beg, một nhân vật có quyền thế trong Nhà nước Oghuz Yabgu. Cả Đế quốc lẫn triều đại Seljuk đều được đặt tên theo ông tổ Seljuk. Đế quốc Seljuk tái thống nhất tình trạng chính trị bị đứt gãy ở phía đông của thế giới đạo Hồi và đóng một vai trò quan trọng trong cuộc Thập tự chinh thứ nhất và thứ hai. Được Ba Tư hoá trong văn hoá lẫn ngôn ngữ, Việc định cư các bộ tộc người Thổ ở ngoại vi vùng Tây bắc của đế quốc nhằm cho các mục đích chiến lược quân sự trong việc đỡ các cuộc xâm lược từ các quốc gia lân cận đã dẫn đến sự Thổ hoá trong khu vực này.

## Khởi nguyên
Thủy tổ nhà Seljuk là bây Seljuk, một người được đồn là đã phục vụ trong quân đội Khazar. Khoảng năm 950, họ đã cải sang đạo Hồi khi họ đến định cư ở gần thành phố Jend ở Khwarezm.

## Mở rộng cương thổ
Nhà Seljuq liên minh với vua nhà Saman Ba Tư nhằm chống lại người Khách Lạt. Nhà Saman diệt vong dưới tay người Khách Lạt ở Transoxiana (992-999) tại nơi mà nhà Ghaznavi trỗi dậy không lâu sau đó. Nhà Seljuq tham gia vào cuộc đấu tranh quyền lực trong khu vực này trước khi thiết lập nên nền độc lập riêng cho họ.

## Sultan
1. Tughrul I, 1037-1063
2. Alp Arslan I, 1063-1072
3. Malik I Shah, 1072–1092
4. Mahmud I, 1092–1094
5. Barkiyaruq, 1094–1105
6. Malik II Shah, 1105
7. Muhammad I Tapar, 1105–1118
8. Ahmad Sanjar, 1118–1153
9. Mahmud II, 1118–1131
10. Toghrul II, 1132–1134
11. Mas'ud, 1133–1152
12. Malik III Shah, 1152–1153
13. Muhammad II, 1153-1159
14. Suleiman Shah, 1160–1161
15. Arslan II Shah, 1161–1174
16. Toghrul III, 1174–1194